# Orosz háborús bűncselekmények a 2022–2023-as Ukrajna elleni invázió során

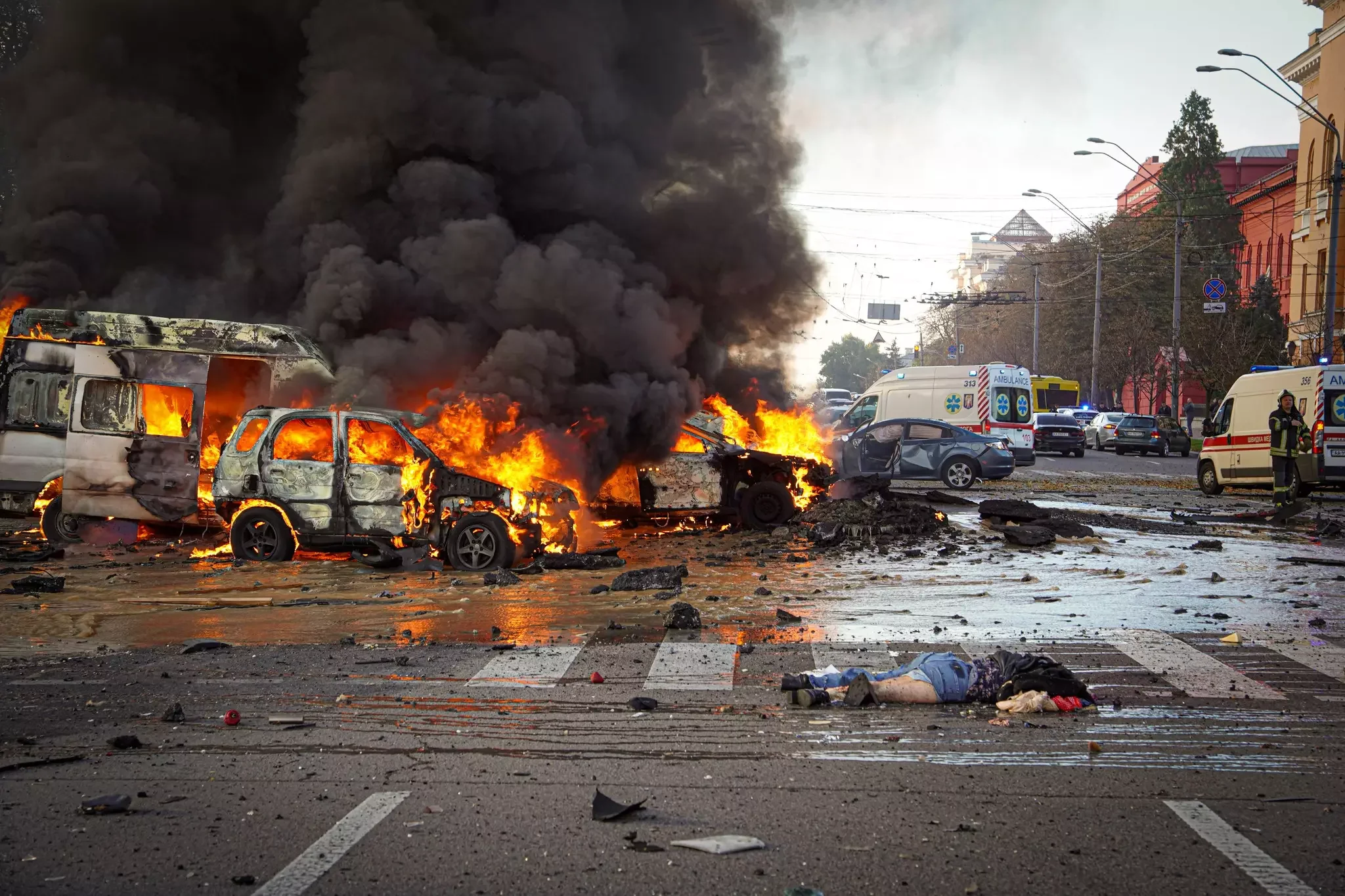
A kijevi Volodimirszkaja utca egy orosz rakétacsapás után 2022 október 10-én

A 2022-es Ukrajna elleni invázió során az Orosz Fegyveres Erők, a donyecki és luganszki milíciák, valamint a velük szövetséges zsoldosszervezetek, például a Wagner-csoport katonái számos háborús bűncselekményt követtek el. Az ENSZ Emberi Jogi Tanácsa által felállított Független Nemzetközi Vizsgálóbizottság (IICIU) jelentése szerint az orosz csapatok az invázió során jogtalanul bombáztak le civil lakóterületeket, a megszállt ukrán területeken pedig tömeggyilkosságokat, nemi erőszakot, kínzást és a lakosság erőszakos áttelepítését követték el, valamint gyermekeket szakítottak el szüleiktől. Hadifoglyokat bántalmaztak és veszélyeztették a civil lakosságot a Zaporizzsjai atomerőmű megszállásával és militarizálásával. A jelentés szerint az orosz jogsértések mértéke és száma nagyságrendekkel meghaladta a kisszámú ukrán háborús bűncselekmény okozta károkat.

## A civil áldozatok száma
Az Ukrajna elleni orosz támadás során az Egyesült Nemzetek emberi jogi főbiztosi hivatala a háború 2022. február 24-ei kezdetétől 2023. június 18-ig 9083 civil halálesetet és 15 779 sebesültet listázott, hozzátéve, hogy az áldozatok valódi száma jelentősen magasabb lehet, különösen Mariupolban, Liszicsanszkban és Szjevjerodoneckben. 2023 februárjáig 8 millióan menekültek külföldre (90%-uk nő és gyerek) és 5,4 millióan váltak az országon belül menekültté. A polgári halálos áldozatok 90%-át robbanóeszközök, elsősorban légicsapások és aknák okozták. A civil halálesetek 81%-a az ukrán hadsereg által ellenőrzött, 19%-a pedig az orosz hadsereg által kontrollált területen következett be. Az ukrán rendőrség 2023 január 10-én közzétett adatai szerint a 2022-es év folyamán 16 502 polgári személy vesztette életét. A legtöbb haláleset a Donecki, a Harkivi, a Mikolajivi és a Kijevi területen történt. A mariupoli városi önkormányzat jelentése szerint a városuk elleni orosz ostrom során akár 21 000 civil is életét veszthette.

### A háborús agresszió gyermek áldozatai

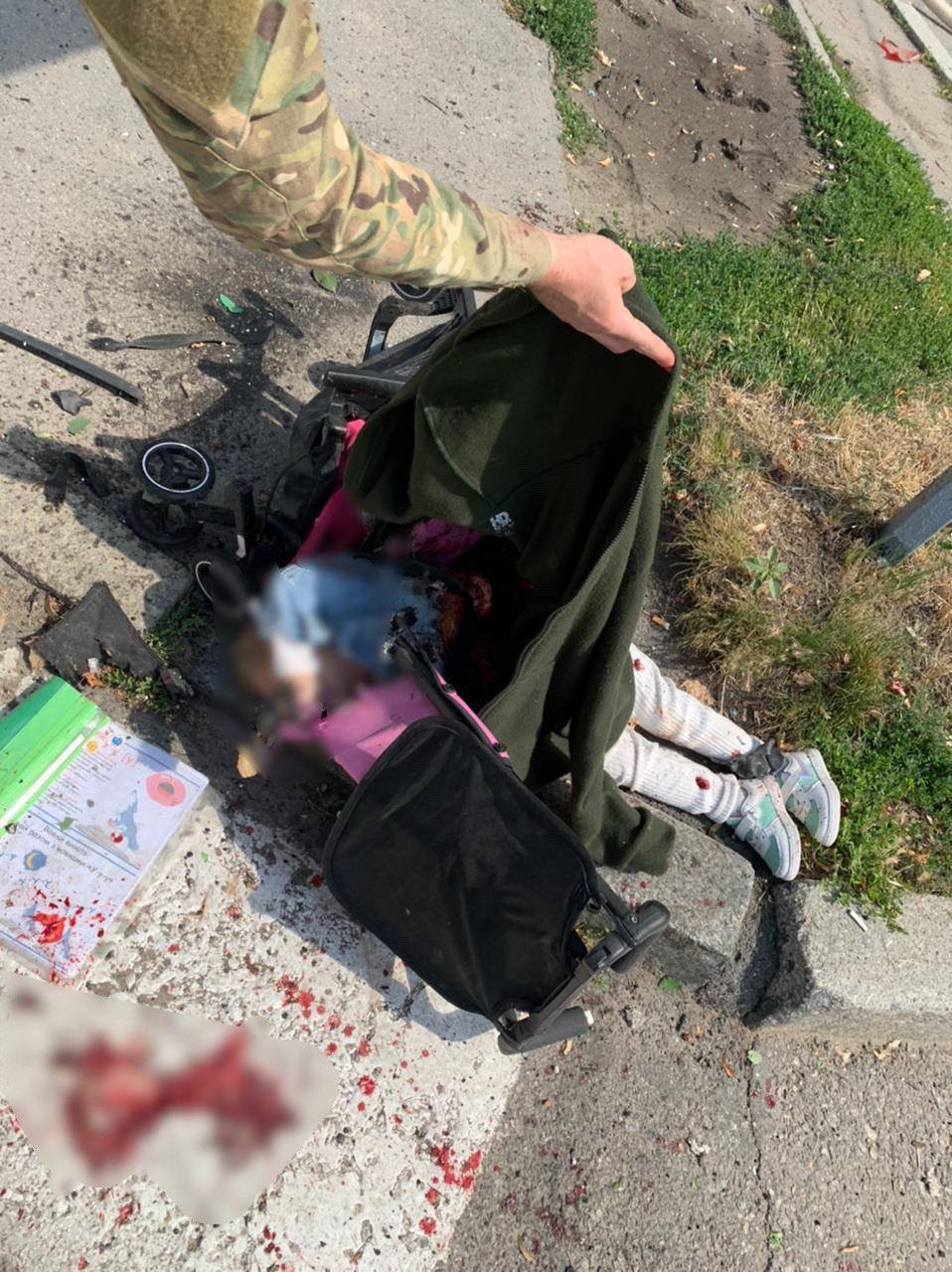
A 4 éves Liza Dmitrijeva holtteste a 2022.06.14-ei vinnicjai orosz rakétatámadás után

Az ENSZ megfigyelőinek adatai szerint a háború kezdetétől 2023. júniusáig legalább 525 gyermek halt meg (276 fiú, 219 lány, 30 áldozat neme még azonosítatlan) és 1047 kiskorú sebesült meg. A felnőtt civilekhez hasonlóan a gyermek áldozatok többségével is robbanószerek (légitámadások, aknák) végeztek.

## Civil célpontok elleni légitámadások
Az ENSZ jelentése több helyszínen végzett vizsgálatok alapján megállapította, hogy az orosz fél rendszeresen hajtott végre megkülönböztetés nélküli támadásokat, azaz olyan csapásokat, amelyek vagy nem egy konkrét katonai célpontra irányultak, vagy olyan fegyverek használatával történtek amelyeknek hatásai nem korlátozódnak a célba vett objektumra, hanem a környező civil lakosságot is támadják. A legtöbb polgári halálesethez a nagy pusztító erejű, de pontatlan fegyverek bevetése vezetett sűrűn lakott területeken. Ilyen fegyvertípusok a repülőgépekről ledobott irányítatlan bombák, a városokra kilőtt, eredetileg hajók ellen épült H–22 és H–32 rakéták, a rakétasorozat-vetők és a sok száz apró lövedékre széteső, már a háború első napjaitól kezdve használt, nagy területet beterítő kazettás lőszerek. Az ENSZ jelentése szerint az orosz hadsereg rendszerszinten válogatás nélkül lőtt civil célpontokat, áthágva a genfi egyezmény I. kiegészítő jegyzőkönyvének 51., a polgári lakosság védelméről  szóló cikkelyében előírtakat. Az ENSZ megállapítása szerint a mariupoli csata során elkövetett szőnyegbombázás és a sűrűn lakott területen lefolytatott ostrom potenciálisan kimerítheti az emberiesség elleni bűntett fogalmát, de további vizsgálatok szükségesek a helyszínen, ami jelenleg az orosz megszállás miatt nem megvalósítható.
| Célpont                                       | Dátum          | Fegyver                      | Halottak           | Sebesültek | Kép |
| --------------------------------------------- | -------------- | ---------------------------- | ------------------ | ---------- | --- |
| Harkiv: A regionális kormányzat épülete (en.) | 2022.03.01.    | rakétatámadás                | 29                 | 35+        |     |
| Borodjanka: Lakóházak (en.)                   | 2022.03.01-02. | bombázás                     | 40+                |            |     |
| Csernyihiv: Iskola és lakóházak (en.)         | 2022.03.03.    | bombázás                     | 47                 | 18         |     |
| Avdijivka: Buszmegálló                        | 2022.03.03.    | ágyúzás                      | 10                 | 15         |     |
| Szumi: Lakóház                                | 2022.03.07.    | bombázás                     | 22                 |            |     |
| Makariv: Pékség                               | 2022.03.07     | bombázás                     | 13                 |            |     |
| Rivne: TV torony (en.)                        | 2022.03.14.    | rakétatámadás                | 20                 | 9          |     |
| Csernyihiv: Kenyérért sorbanállók (en.)       | 2022.03.16.    | nehéztüzérség                | 18                 | 26         |     |
| Mariupol: Színházépület                       | 2022.03.16.    | bombázás                     | becslés: 300 – 600 |            |     |
| Mikolajiv: A regionális tanács épülete        | 2022.03.29.    | Kalibr rakéta                | 20                 | 34         |     |
| Mikolajiv: Városi házak                       | 2022.04.04.    | kazettás bomba               | 12                 | 41         |     |
| Kramatorszk: Vasútállomás                     | 2022.04.08.    | Iszkander rakéta             | 63                 | 150+       |     |
| Bilohorivka: Iskolaépület                     | 2022.05.07.    | bombázás                     | ~60                |            |     |
| Szerhijivka: Lakóház                          | 2022.06.01.    | H–22 rakéta                  | 21                 | 38         |     |
| Vinnicja: Belvárosi házak                     | 2022.06.14.    | Kalibr rakéta                | 28                 | 202        |     |
| Kremencsuk: Bevásárlóközpont                  | 2022.06.27.    | H–22 rakéta                  | 20                 | 59         |     |
| Csasziv Jar: Lakóház                          | 2022.07.09.    | Uragan rakéta                | 48                 | 9          |     |
| Harkiv: Kollégium                             | 2022.08.17.    | rakétatámadás                | 25                 | 44         |     |
| Csapline: Vasútállomás                        | 2022.08.24     | Iszkander rakéta             | 25                 | 31         |     |
| Zaporizzsja: Lakóházak                        | 2022.10.06.    | rakétatámadás                | 17                 | 12         |     |
| Zaporizzsja: Lakóházak                        | 2022.10.07.    | Shahed 136 drón              | 12                 | 13         |     |
| Zaporizzsja: Lakóház (en.)                    | 2022.10.09.    | SZ–300 rakéta                | 17                 | 89         |     |
| Herszon: Becsapódások városszerte             | 2022.12.24.    | tüzérség                     | 10                 | 55         |     |
| Dnyipro: Lakóház (en.)                        | 2023.01.14.    | H–22 rakéta                  | 46                 | 80         |     |
| Szlovjanszk: Lakóház (en.)                    | 2023.04.14.    | SZ–300 rakéta                | 15                 | 24         |     |
| Umany: Lakóház (en.)                          | 2023.04.28.    | rakétatámadás                | 23                 |            |     |
| Herszon: Szupermarket (en.)                   | 2023.05.23.    | rakéták, tüzérség            | 24                 | 45         |     |
| Krivij Rih: Lakóház                           | 2023.06.13.    | rakétatámadás                | 13                 | 23         |     |
| Kramatorszk: Étterem (en.)                    | 2023.06.27     | Iszkander rakéta             | 13                 | ~60        |     |
| Lviv: Lakóház                                 | 2023.07.06.    | robotrepülőgép               | 10                 | 42         |     |
| Hroza: Megemlékezés                           | 2023.10.05.    | Iszkander-M                  | 51                 | 6          |     |
| Kosztyantinyivka: Bevásárlóközpont            | 2024.08.09.    | repülőgépről indított rakéta | 14                 | 43         |     |

### Támadások kórházak ellen

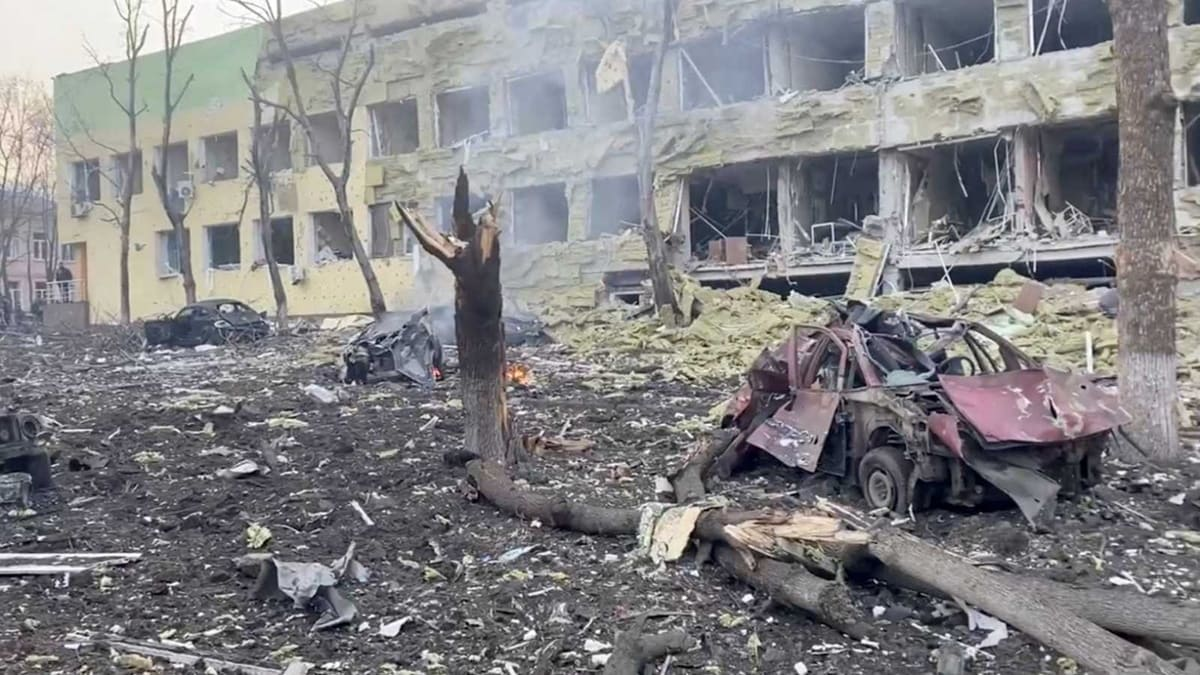
A Mariupol ostroma során lebombázott szülészet, 2022. március 9-én

A háborús jogban az egészségügyi létesítmények különösen védett objektumnak számítanak, támadásuk háborús bűncselekmény. A háború kezdetétől 2023 májusáig  az Egészségügyi Világszervezet (WHO) 1004 kórház elleni támadás megtörténtét erősítette meg Ukrajnában, a 2022 novemberi adat szerint legalább 144 teljesen megsemmisült. A brit védelmi minisztérium azzal vádolta Oroszországot, hogy szándékosan, háborús stratégiája részeként semmisíti meg ezeket a létesítményeket. Több kórház elleni támadás is nagy figyelmet kapott a médiában: az invázió első napján, 2022. február 24-én egy kazettás bomba 4 embert megölt és 10-et megsebesített Vuhledar központi kórházában. Március 9-én Mariupol 3-as számú szülészeti klinikáját érte bombatalálat, a támadásban 3-an meghaltak, köztük egy fiatalkorú lány és egy várandós anyuka is, akivel együtt még meg nem született csecsemője is életét vesztette. 17-en sérültek meg, köztük számos másik terhes nő. November 23-án Vilnjanszkban légicsapás érte a helyi szülészetet, megölve egy újszülöttet.

### Támadások iskolák ellen

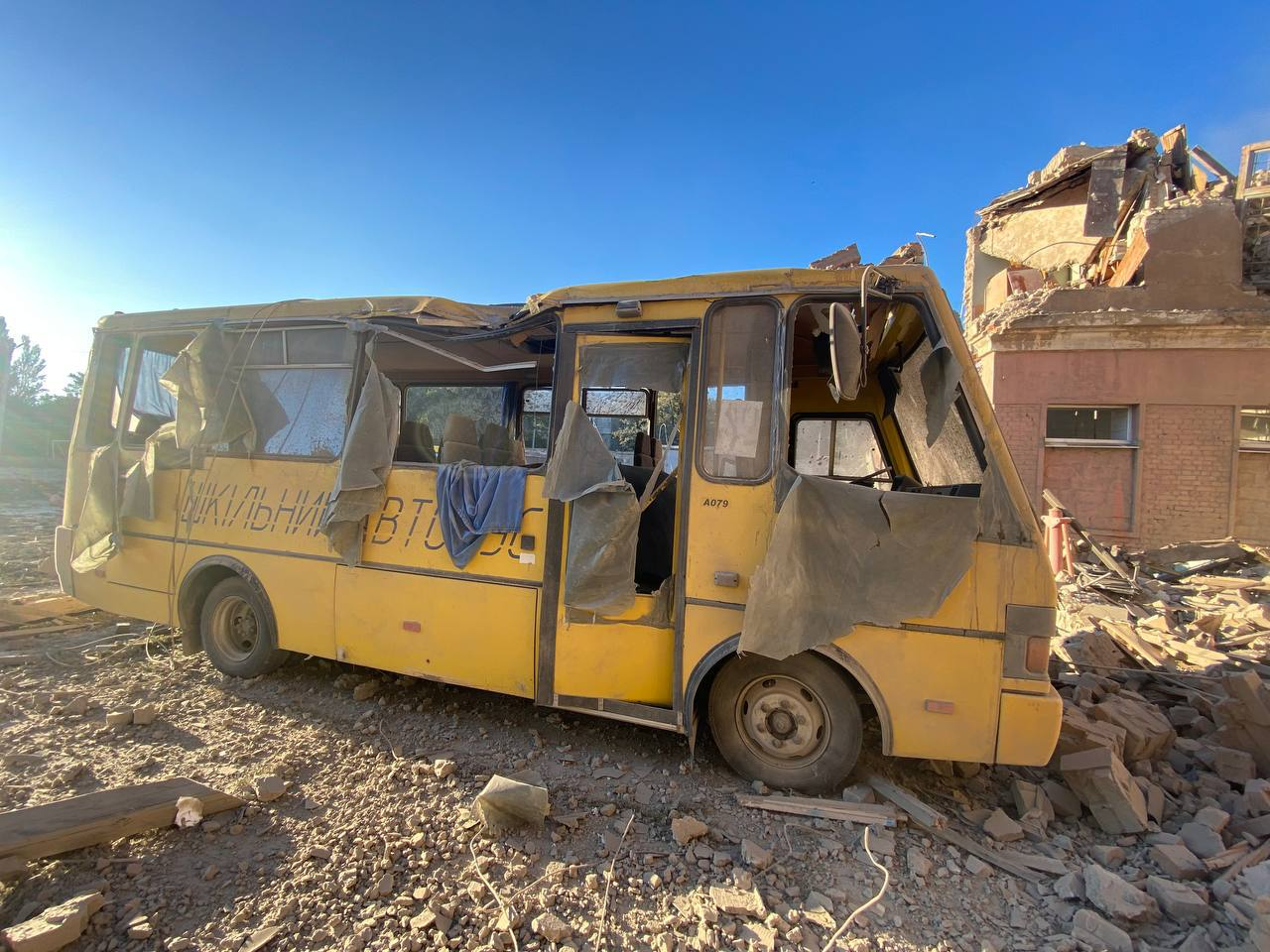
Szétlőtt iskolabusz Kurahovéban, 2022. szeptember 6-án

Az iskolák a kórházakhoz hasonlóan a nemzetközi humanitárius jog védelme alatt állnak, támadásuk a gyermekjogok súlyos megsértésének számít. Az invázió során 2023 januárjáig 2600 iskola épülete szenvedett károkat, több mint 400 pedig teljesen megsemmisült. A háború miatt 5,3 millió ukrajnai gyermek ütközik nehézségekbe az oktatása során, közülük 3,6 millióan közvetlenül érintettek az iskolabezárásokban.

### Támadások az ukrán energiahálózat ellen

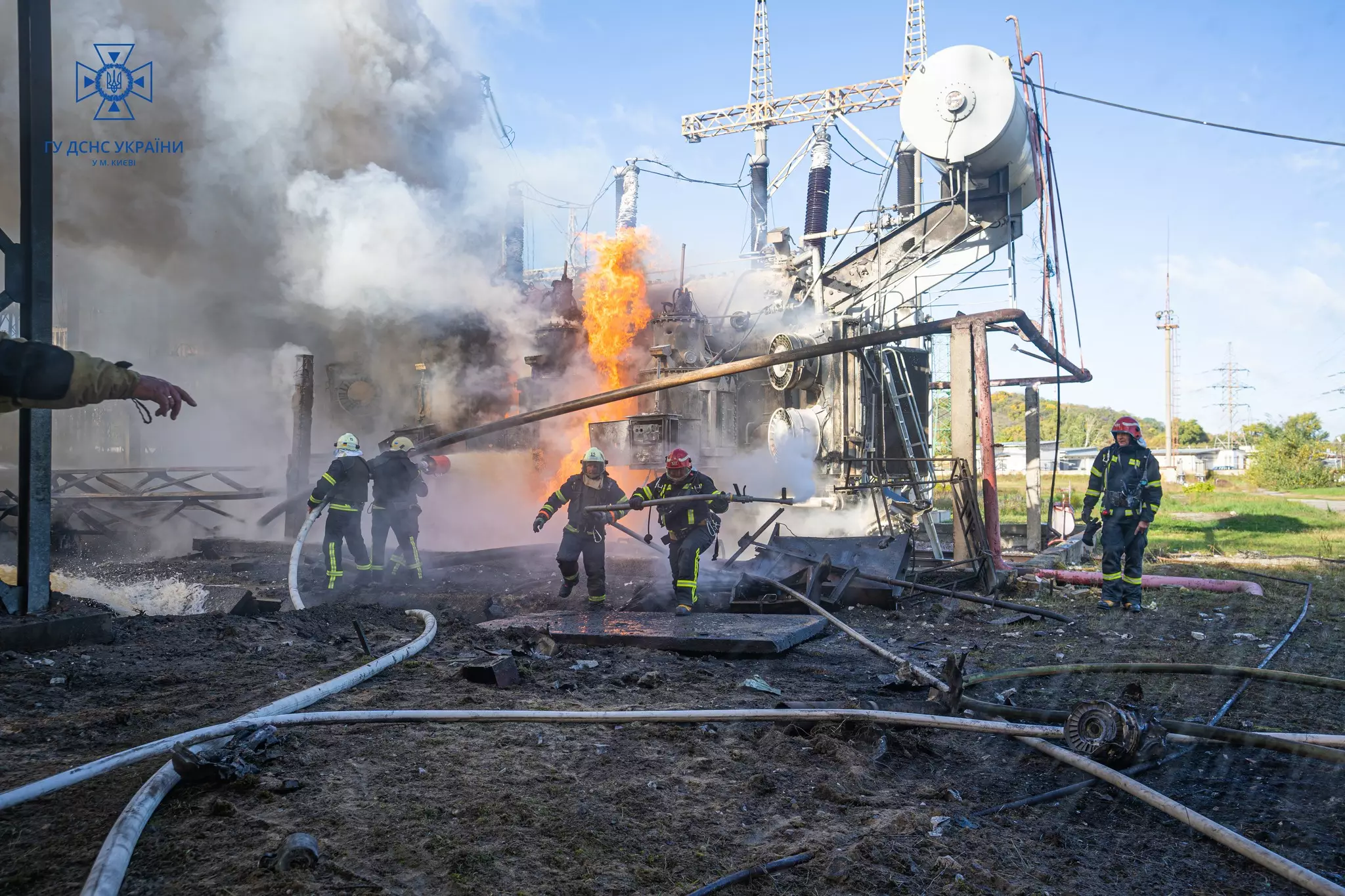
Találatot kapott kapcsolt hő- és villamosenergia-termelő erőmű Kijev mellett 2022. október 10-én

Azt követően, hogy Putyin  2022. október 10-ei beszédében úgy fogalmazott, hogy „A védelmi minisztérium javaslatára, az orosz vezérkar terveinek megfelelően erőteljes csapást mértünk nagy hatótávolságú precíziós légi, tengeri és szárazföldi fegyverekkel az ukrán energetikai, katonai és kommunikációs létesítményekre”, az orosz hadsereg korábban nem tapasztalt erejű támadásokkal kezdte el elpusztítani a megtámadott ország erőműveit és a téli fűtéshez kulcsfontosságú energetikai infrastruktúráját. 2022 októbere és 2023 februárja között 13 hullámban hajtottak végre támadásokat nagy hatótávolságú rakéták és drónok segítségével, a csapások Ukrajna 24 régiójából 20-at érintettek. A támadások hatására 2022–2023 telén egész régiók civil lakossága maradt hosszabb-rövidebb időszakokra áram, fűtés, ivóvíz, tisztálkodási lehetőség és kórházi ellátás nélkül. Annak ellenére, hogy már az első támadások után elérhető volt az információ a polgári lakosságot sújtó károk mértékéről, az orosz hadsereg folytatta a légicsapásokat. Az ENSZ által felállított bizottság arra jutott, hogy az ukrán energiahálózat elleni támadások aránytalanok voltak és háborús bűncselekménynek számítanak, arra is felhívta a figyelmet, hogy szisztematikusságuk, szándékosságuk és léptékük miatt kimeríthetik az emberiesség elleni bűntett fogalmát.

## A személyes sérthetetlenséghez való jog megsértése
Az ENSZ bizottságának jelentése szerint az Ukrajnában megszállt területeken az orosz hatóságok rendszerszinten megsértették az ott élő lakosság személyes sérthetetlenséghez fűződő jogát. Az elfoglalt megyékben jellemzőek voltak a szándékos gyilkosságok, a jogtalan fogvatartás, kínzás, nemi erőszak és letartóztatott személyek Oroszországba szállítása. Általánosságban jellemző volt, hogy a kínzások és kivégzések elsősorban azok ellen a polgárok ellen irányultak, akikről úgy vélték, hogy bármilyen módon segíthetik az ukrán erőket. Az invázió kezdeti szakaszában a gyilkosságok, jogtalan fogvatartások és a nemi erőszak eseteinek jelentős része olyan házkutatások során történt, ahol az orosz katonák ellenállókat és elrejtett fegyvereket kerestek. Azokon a területeken amelyek hosszabb időre orosz fennhatóság alá kerültek, az ENSZ megfigyelői szerint fogvatartó helységek sokkal nagyobb hálózatát építették ki, többféle kínzást használtak áldozataik ellen. Ezeken a helyszíneken rendszeresen hajtottak végre atrocitásokat olyan személyek ellen is, akik ugyan aktívan nem vettek részt az oroszok ellen irányuló cselekményekben még a hatóságok gyanúja szerint sem, de nem voltak hajlandók együttműködni az új adminisztrációval. A hosszú ideig megszállva tartott területeken a jogsértések jelentős részét az orosz hadsereg, valamint a donyecki és luganszki milíciák mellett az orosz titkosszolgálat, az FSZB követte el.

## Tömeggyilkosságok és bírósági eljárás nélküli kivégzések
Az orosz katonák által nem távolsági fegyverekkel, hanem közelről, látótávolságban elkövetett gyilkosságok többségére a háború első hónapjaiban, a Kijev környéki településeken került sor. Az orosz hadsereg a 2022. február 24. és április 4. között lezajlott kijevi offenzíva során megkísérelte elfoglalni az ukrán fővárost és nagyjából egy hónapra a kijevi agglomeráció számos városa és faluja az ellenőrzésük alá került. Az előrenyomuló támadóknak nagy veszteségeket okozott, hogy számos helyi lakos segítette az ukrán hadsereget, információkat nyújtva az orosz egységek elhelyezkedéséről. A paranoid környezetben az oroszok igyekeztek minden potenciális kémmel végezni, vadásztak a korábban a hadseregben szolgált ukránokra, a nacionalista érzelműekre és egy idő után mindenkit megkínoztak, vagy megöltek, akire a gyanú árnyéka vetült. A kivégzéseket gyakran fogvatartás, kihallgatás, kínzás előzte meg. Miután az észak-ukrajnai hadművelet kudarcba fulladt és az oroszok visszavonultak a területről, számos településen civilek elleni atrocitások nyomai kerültek elő, ukrán becslés szerint összesen körülbelül 1300 civilt öltek meg. Az orosz csapatok bűnösségét szemtanúk, biztonsági kamerák és drónok felvételei, lehallgatott rádióadások és telefonhívások, valamint műholdfelvételek bizonyítják.

### Bucsai mészárlás

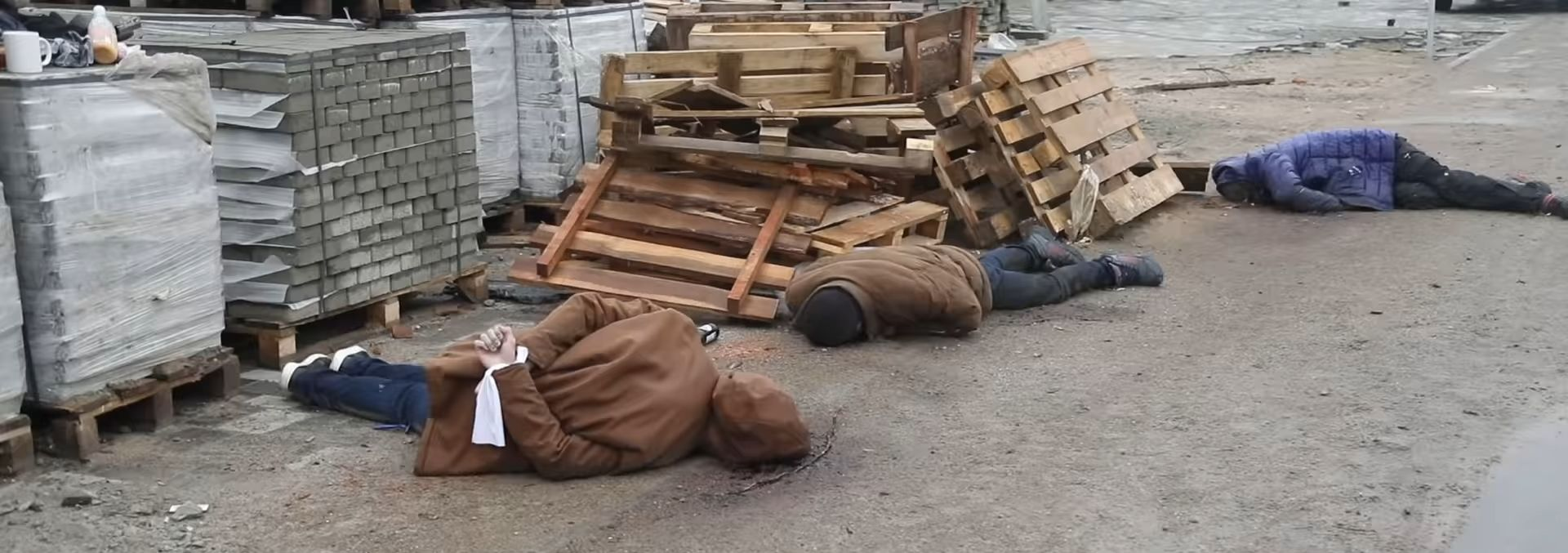
Hátrakötözött kezű civilek holttestei Bucsában

A Kijev környéki háborús bűncselekmények közül a legsúlyosabbat Bucsa városában követték el. A békeidőben 39 000 lakosú településen mintegy 4000 civil maradt az orosz megszállás alatt, több mint 10%-uk meghalt. Az ukrán hatóságok később 458 civil holttestét találták meg, közülük 419-en közvetlenül erőszakos halált haltak: agyonlőtték, agyonverték őket, vagy kínzás nyomait viselték a testükön. Közülük 366-an férfiak, 86-an nők voltak, 5 test az azonosíthatatlanságig torzult. Az áldozatok között 9 gyerek volt. Az ukrán hadsereg bevonulásakor a hullák egy része temetetlenül hevert az utcákon, másokat kutakba dobáltak, vagy a közeli erdőkbe hordtak ki. Az ENSZ vizsgálóbizottsága 68 gyilkosság esetét vizsgálta ki, ez alapján arra a megállapításra jutottak, hogy a legjellemzőbb kivégzési mód a fejbelövés volt, az áldozat kezét sokszor megkötözték. Az áldozatok egy része a napi teendőit végző járókelő volt, másokat házkutatás közben öltek meg, akiket pedig azzal gyanúsítottak, hogy összejátszanak az ukrán hadsereggel, gyakran csoportokban vitték el kivégezni.

### Irpiny

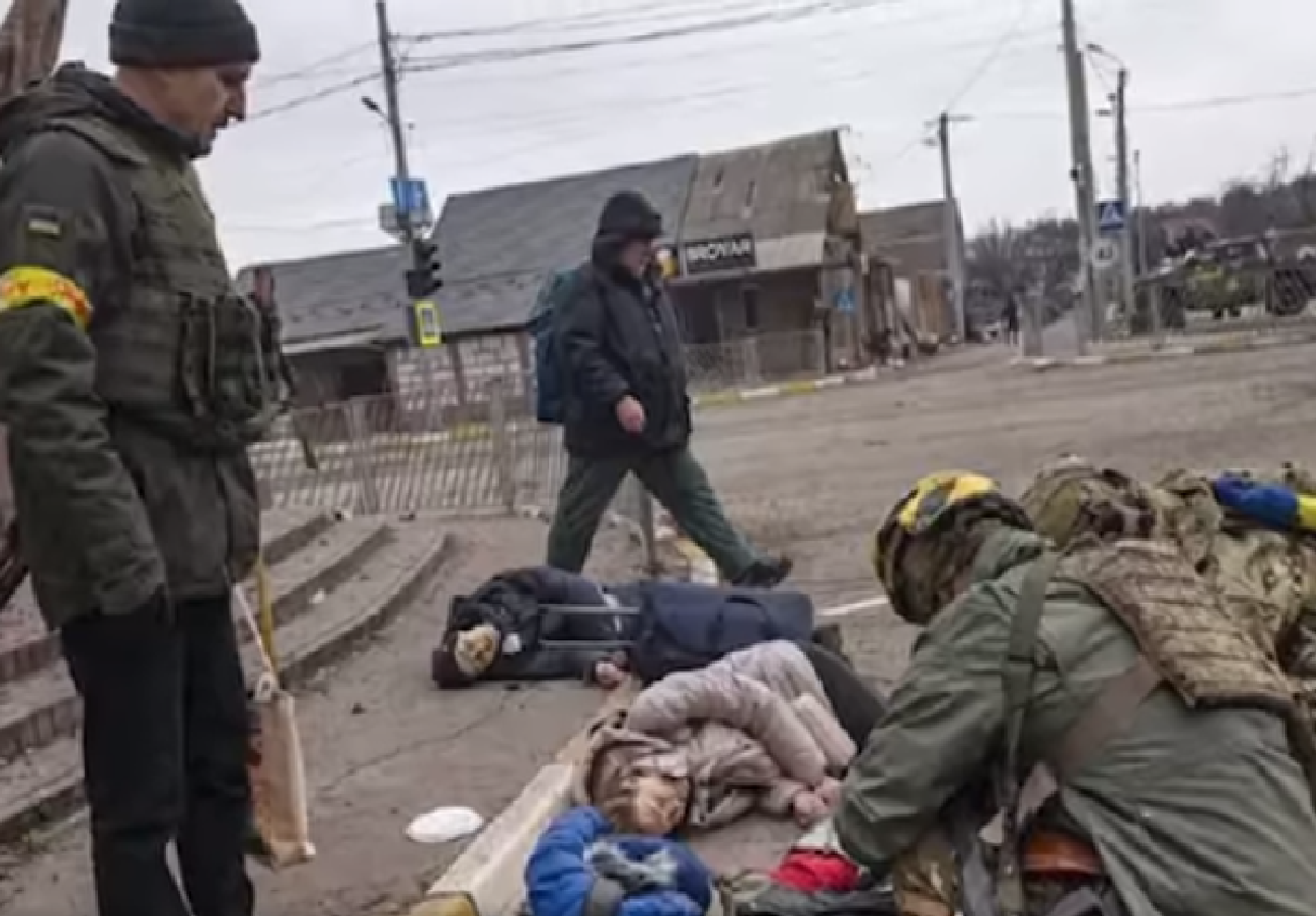
Ukrán katonák vizsgálják egy orosz támadás során megölt menekültek holttesteit Irpinyben

Irpiny városában 2022 februárjában és márciusában hosszú időn keresztül csata zajlott az oroszok és az ukrán védők között, ennek egyik eseménye volt, amikor március 6-án az orosz fél mozsarakkal célba vett egy civilek evakuálására használt útkereszteződést. A helyszínen több száz civil igyekezett elhagyni a várost és beszámolók szerint egy tucatnyi ukrán katona segített nekik támogatni az időseket, hozni a gyerekeket és a nehezebb csomagokat. A becsapódó lövedékek 8 civilt megöltek, köztük 2 gyereket.
Az oroszok visszavonulása után a visszatérő ukrán hatóságok 290 civil holttestét fedezték fel, legtöbben a település délnyugati városrészében vesztették életüket. Az áldozatok több mint felét agyonlőtték, másokat harckocsival gázoltak el. Irpinyben a halottak aránytalanul nagy része nő volt. A megszállás utolsó napjai voltak a legvéresebbek: szemtanúk beszámolója szerint a visszavonulásuk előtti utolsó héten az oroszok már válogatás nélkül mindenkire lőttek.

### Motizsin
Egy Kijevtől nyugatra fekvő faluban, Motizsinban a megszálló oroszok fiával és férjével együtt megkínozták, majd megölték a polgármestert, Olga Szuhenkót, és három másik emberrel is végeztek. Az elkövetők által fogvatartott egyik túlélő beszámolója szerint a településre érkezett katonák egy része korábban Szíriában szolgált a Wagner-csoport kötelékében, a katonák egy kínzótábort hoztak létre a falu határában, ahol civileket öltek meg. A közvetlen kínzáson kívül több más típusú atrocitást is elkövettek: volt olyan eset, hogy az áldozatot egy quad mögé kötve kényszerítették futásra, nyílt területen kinn hagyták kikötözve a beérkező tüzérségi tűzben, illetve szűk helyen fogva tartották és megverték.

### Egyéb települések
A fentebb említett településeken kívül az orosz hadsereg katonái számos másik helyszínen is elkövettek atrocitásokat, elsősorban Ukrajna északi részén:

###### Kijevi terület
- Makariv városában egy tömegsírban 132 civil holttestét fedezték fel,[61] egy másik sírban pedig 3 másik erőszakos halált halt civilt találtak meg, köztük egy cseh állampolgárt.[62]
- Hosztomelben orosz katonák agyonlőtték a város polgármesterét, Jurij Illics Prilipkót és egy másik civilt, amikor a két férfi éppen humanitárius segélyt osztott ki. Egy harmadik polgárt is megöltek, aki a polgármester segítségére sietett.[63]
- Buzovában egy tömegsírban több tucatnyi civil holttestét találták meg.[64][65]
- Vorzelben egy tömegsírban az ukrán hatóságok 7 lakos holttestét fedezték fel. A Human Rights Watchnak nyilatkozó egyik szemtanú szerint szintén Vorzelben a katonák füstgránátot dobtak egy pincébe, ahol civilek rejtőztek, majd agyonlőtték a helyiségből kimenekülőket: egy nőt és egy 14 éves lányt.[66][67]
- Andrijivka faluban az oroszok 14 embert öltek meg.[68] Egy orosz katona, Daniil Frolkin az IStories nevű orosz újságnak nyilatkozva beismerte, hogy ő végezte ki az egyik civil férfit Andrijivkában és részt vett a fosztogatásban is. Nyilatkozatára válaszul az orosz bíróság 5 és fél év börtönre ítélte Frolkint, hamis hírek terjesztésének vádjával.[69]
- Velika Dimerkában 11 civil halt meg, egy részükkel kézifegyverekkel végeztek, mások tüzérségi csapásban haltak meg.[70]
- Sevcsenkove faluban egy pincében 6 helyit lőttek agyon.[71]
- Moscsunban egy fejlövéssel megölt civil holttestét találták meg.[72]
- Zdvizsivkában 5 megkínzott és kivégzett személy holttestét találták meg köztük többeket a szomszédos Ozerából vittek el.[73]

###### Csenyihivi terület
- Sztarij Bikivben 6 civilt felsorakoztattak és agyonlőttek.[66]
- Sesztovicja településen 4 helyi lakost öltek meg az oroszok és 4 másik faluban élő civil holttestét is itt találták meg.[74]

###### Szumi terület
- Trosztjanecben a város kórházának főorvosa, Olena Volkova nyilatkozata szerint a harcok és az azt követő megszállás alatt 20 civil vesztette életét, köztük 10-en lőtt sebektől.[75]

###### HarkiviésDonecki terület

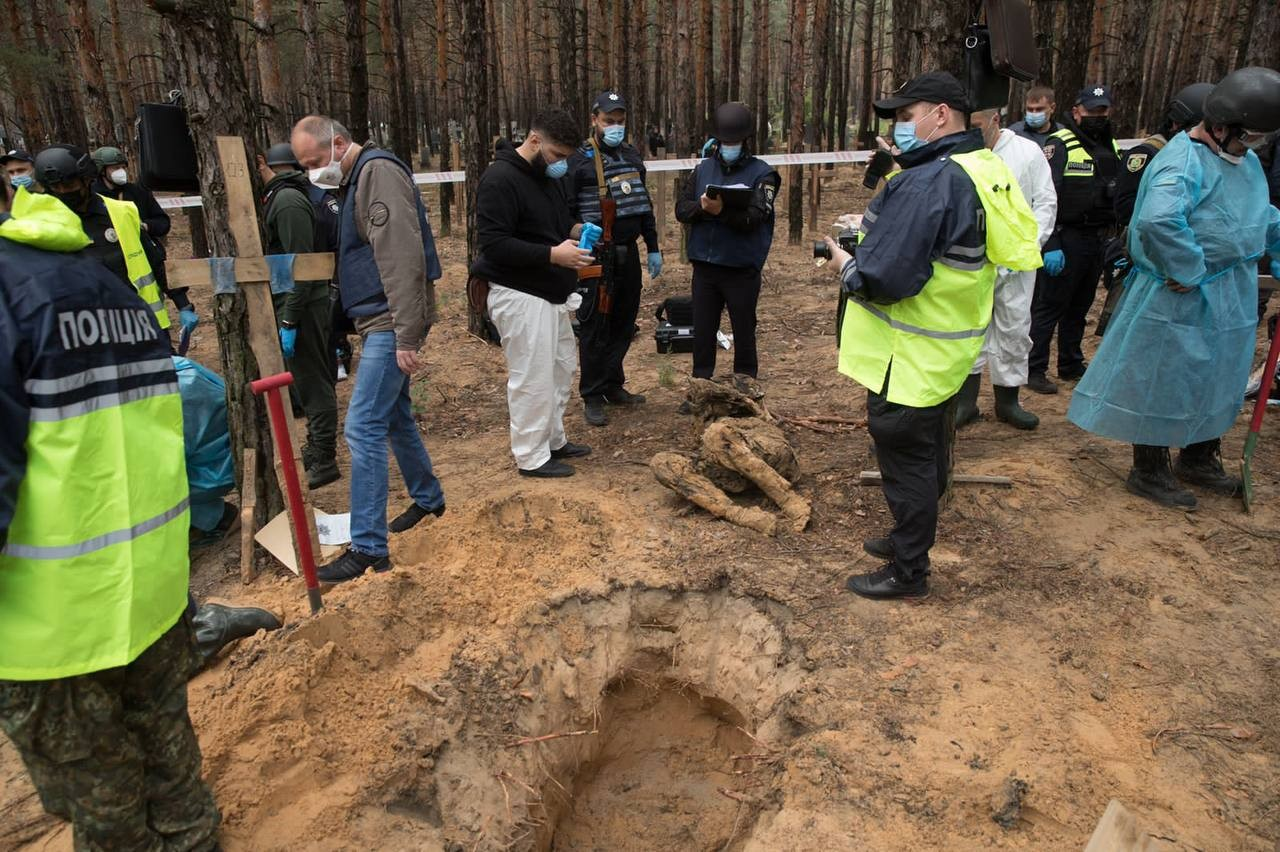
Az ukrán rendőrség holttesteket exhumál Izjumban

A háború korai szakaszában az orosz hadsereg elfoglalta a Harkivi és a Donecki terület jelentős részét. 2022 szeptemberében az ukrán fél a harkivi ellentámadás során nagy területet foglalt vissza, az itt található településeken az ukrán rendőrség, a Human Rights Watch és az ENSZ vizsgálatai számos jogtalan gyilkosság nyomait tárták fel. Az ukrán hatóságok 534 civil holttestét tárták fel a Harkivi területen, többségüket Izjumban.
- Kapitolivka faluban a HRW riportja szerint a Luganszki Népköztársaság milicistái három helyi férfit foglyul ejtettek, megkínoztak, majd agyonvertek.[77]
- Izjum városa mellett névtelen tömegsírokban az ukrán hatóságok jelentése szerint 447 erőszakos halált halt holttestet fedeztek fel, közülük 215 nő, 194 férfi, 5 gyermek és 11 azonosíthatatlan volt, 22-en pedig katonák voltak. Az áldozatok egy részével tüzérség végzett, 30 test pedig kínzás nyomait viselte magán. A hullák egy részének nyakán kötél volt, másokat lövésnyomokkal, törött végtagokkal, összekötözött kézzel, vagy amputált nemiszervvel temettek el.[78]
- A Doneck területi rendőrség szerint Limanban tömegsírokban 35 katona és 111 civil holttestét tárták fel, akiknek jelentős részével tüzérségi csapások végeztek.[79] A Donecki terület északi részén visszafoglalt területen az ukrán hatóságok 58 másik hasonló improvizált temetkezési helyszínt is azonosítottak.[80]

###### Mikolajivi terület
- Sztepove falujában 2 civilt lőttek agyon.[81]

## Támadások menekülő és utazó civilek ellen

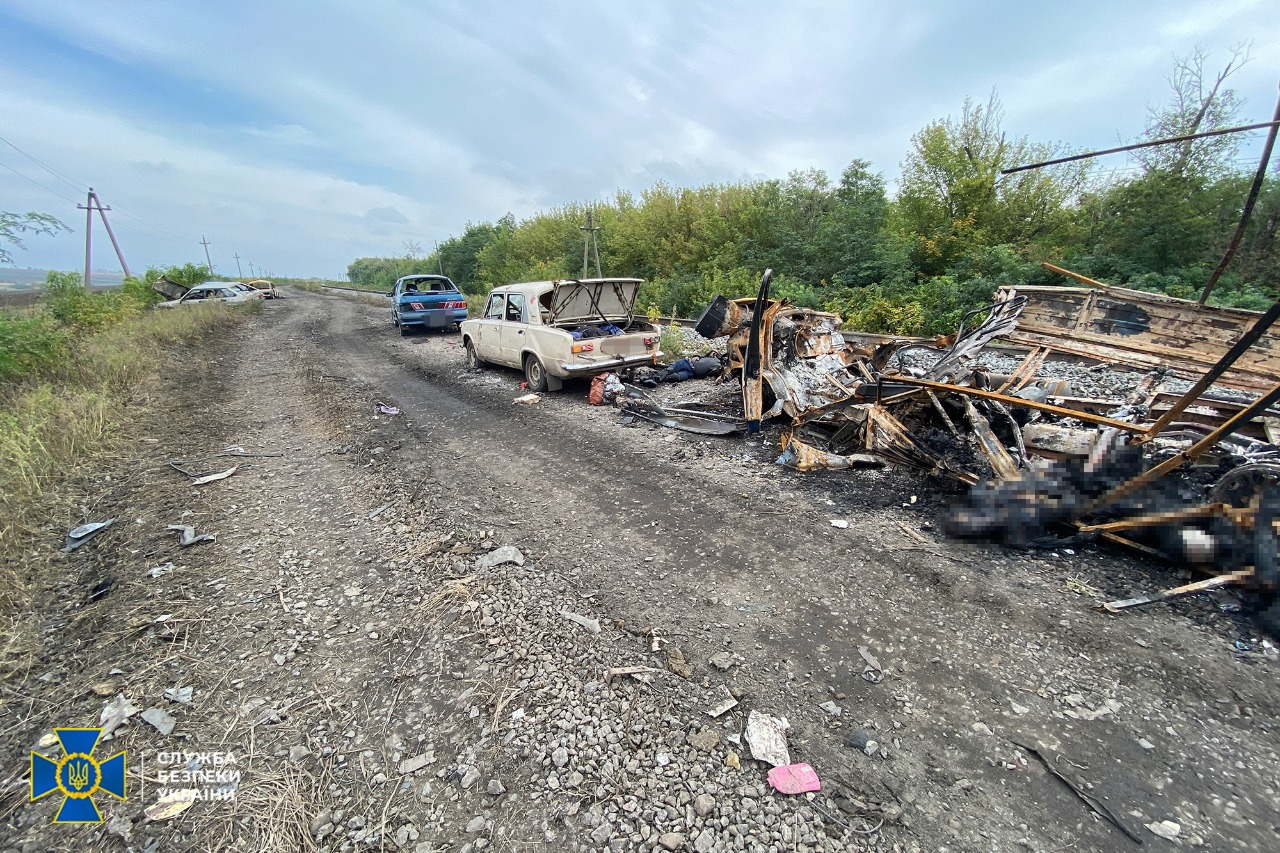
A kupjanszki menekült konvoj elleni támadás nyomai

Orosz részről a civil lakosság elleni támadások egyik legjellemzőbb módja a mozgó civil gépjárművekre való tüzelés volt. Az ENSZ bizottsága 2022 februárjában és márciusában 18 ilyen incidenst dokumentált, többségük a Kijevi területen történt, ezek során összesen 14 férfi, 8 nő, 1 lány és 3 fiú vesztette életét. Mindegyik vizsgált esetben az áldozatok civil ruhákat viseltek, fegyvertelenek voltak, néhány személygépkocsin még „gyerekek” felirat is volt. A megölt civilek a fentebbi esetekben autójukkal vagy menekültek éppen, vagy napi rutin tevékenységüket végezték. Számos esetben az orosz katonák olyan civil autókra is lőttek, amelyek sehogyan sem jelenthettek veszélyt rájuk, például egyhelyben álltak, vagy távolodtak tőlük.

### Példák ilyen típusú támadásokra

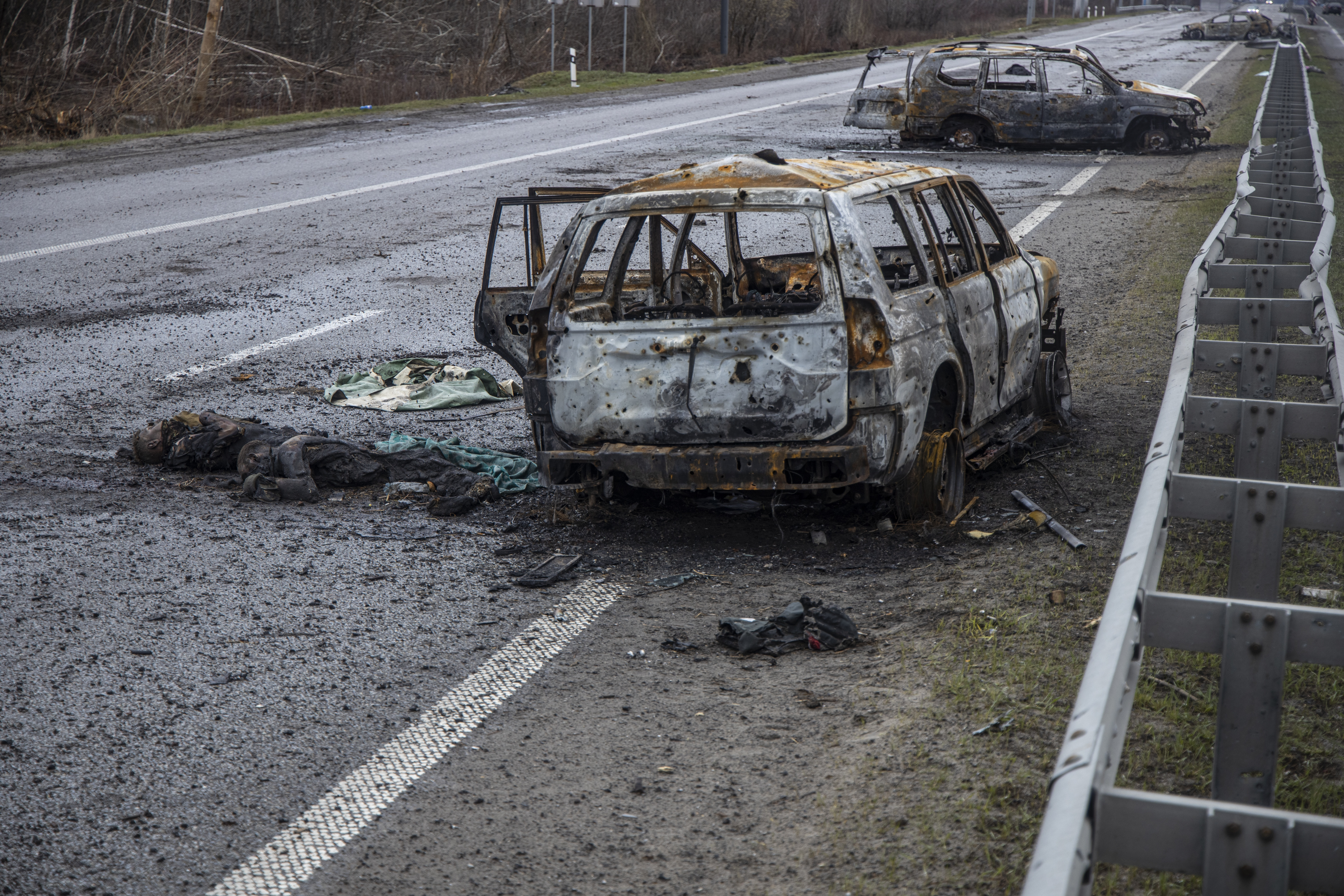
Utazó civilek holttesteinek maradványai az M06-os autópályán, Mila mellett

- Utazó civilek holttesteinek maradványai az M06-os autópályán, Mila mellettAz egyik legsúlyosabb ilyen támadás Kupjanszk városától keletre, a Kurilivka és Piscsane közötti országút szakaszon történt, ahol 2022 szeptember 25-én orosz katonák rajtaütöttek egy civil menekülők autóiból álló konvojon. A támadók összesen 26 embert öltek meg kézifegyverekkel és gránátvetőkkel, az áldozatok közül 13-an gyerekek voltak, egy nő pedig terhes volt. 7 ember élte csak túl a támadást, köztük egy 1 éves fiú és egy 5 éves lány, akiket arra járók mentettek meg.[83]
- A Kijevbe vezető E40-es út Mrija és Mila falu közötti szakaszán 10 autó sofőrjét és utasait lőtték le.[84]
- A Motizsin – Jasznohorodka közötti útszakaszon 37 utazó civilt öltek meg.[85][86]
- Katjuzsankában 4 autót lőttek meg, 5 civil halálát okozva.[87]
- A harkivi területi Volohiv Jar falunál egy utasokat szállító buszra lőttek rá, 5 ember meghalt, 6 megsebesült.[88]
- Hosztomelben egy 5 fős katonai osztag 10 autóra rálőtt, 11 embert megölve.[89]
- Makarivban egy biztonsági kamera felvette, ahogy egy orosz páncélos tüzet nyit egy idős pár kocsijára, mindkettőjüket megölve.[90][91]
- 2022 szeptember 30-án Zaporizzsja városában az orosz hadsereg egy SZ–300 rakétával eltalált egy 60 civil autóból álló, humanitárius segélyt szállító konvojt. A támadásban 30-an meghaltak és 88-an megsérültek.[92]
- A Herszoni területen az Oleshiből Szahiba vezető úton egy apuka és kiskorú fia vesztette életét, amikor fegyveresek rálőttek a kocsijukra.[93]
- Mikolajivban 2022. március 8-án egy árvaház kisbuszára lőttek rá, az intézmény 3 dolgozóját megölve, kettőt megsebesítve.[94]

## Jogtalan fogva tartás
Az ENSZ vizsgálata ukrán polgárok jogtalan fogvatartásának széles körben elterjedt gyakorlatát tárta föl, a HRMMU (Az ENSZ emberi jogi megfigyelő missziója Ukrajnában) 1136 érintett személlyel készített interjút. A letartóztatások áldozatai között különböző korú férfiak, nők és gyermekek egyaránt voltak. Az ENSZ számos illegális fogvatartási helyszínt azonosított, amely az Oroszországi Föderáció, illetve Ukrajna Kijevi, Csernyihivi, Harkivi, Donecki, Zaporizzsjai és Herszoni megyéinek területén helyezkedett el, ezek közül 14 helyszínen végzett a szervezet vizsgálatot. Megállapításuk szerint a letartóztatások során nem követték a jogi protokollt, és általában nem értesítették a fogságba vetett személy családját sem, mielőtt elvitték. A fogvatartás sok esetben elhúzódott, a leghosszabb esetben több, mint 9 hónapig tartott. A jogtalan fogvatartás áldozataivá jellemzően olyan fiatal, vagy középkorú civil férfiak váltak, akik az ukrán fegyveres erők illetve a rendőrség veterán (már nem aktív) tagjai, helyi tisztviselők, tanárok, újságírók, evakuálást szervező civilek voltak és a zaporizzsjai atomerőmű számos munkatársát is foglyul ejtették. Szintén gyakori volt, hogy az orosz hatóságok a helyi közösség egy-egy befolyásosabb személyiségét fogták el, hogy kikényszerítsék a lakosság együttműködését.
A jogtalan fogvatartás jellemzően egy-egy katonai ellenőrző- illetve szűrőponton, a nyílt utcán, munkahelyen, vagy házkutatás során vette kezdetét és sokszor kínzás, vagy kivégzés követte. Az őrizetbe vétel oka általában az ukrán erőknek nyújtott vélt vagy valós támogatás volt, de olyan indokokkal is történtek letartóztatások, hogy az illető rokona a hadseregben szolgált, nem volt hajlandó együttműködni, fegyvertelenül tüntetett, nacionalista tetoválásokkal rendelkezett, vagy csak ukránpárti nézeteket vallott.
A fogvatartó helyiségek egy része improvizált volt, Termahivka faluban például földbeásott lyukakban tartották a gyanúsítottakat, alumíniumdróttal megkötözve, ez elsősorban a háború első hónapjaiban volt jellemző. Másokat már létező intézményekben, például rendőrkapitányságokon zártak be. A fogvatartás körülményei mindenhol embertelenek voltak. A túlélők beszámolói alapján jellemző probléma volt a túlzsúfoltság, az apró cellákban férfiakat és nőket zsúfoltak össze, lefeküdni csak a padlóra tudtak és a zárt helyiségbe nem jutott elég levegő. A hideg időszakban nem volt fűtés, a foglyoknak vödrökbe kellett vécézniük és tisztálkodási lehetőségre is csak ritkán, vagy egyáltalán nem került sor. A rossz higiéniai viszonyok különösen súlyosan érintették a nőket, akik a fogvatartásuk ideje alatt a menstruáció során nem fértek hozzá egészségügyi betéthez, illetve tamponhoz, így ki voltak téve a hüvelyi fertőzések kockázatának. Az ENSZ által dokumentált egyik esetben a csernyihivi Jahidne faluban egy iskola pincéjében 360 falusi lakost tartottak fogva 28 napon át, a tömegben 10 idős személy a rossz körülmények miatt életét vesztette. Az orosz katonák a holttesteket otthagyták bezárva a túlélő fogvatartottakkal, köztük gyerekekkel együtt. Számos, az oroszok által letartóztatott személynek nyoma veszett és a mai napig nem tudni a hollétéről.

## Fogvatartottak jogellenes átszállítása és deportálása
Az IICIU jelentése szerint az orosz hatóságok számos esetben Ukrajnán belül átszállították, vagy az Oroszországi Föderáció területére deportálták a fogvatartott civileket, férfiakat és nőket egyaránt. Nagyszámú ukrán állampolgárt Oroszország Kurszki és Brjanszki régióiban helyeztek előzetes letartóztatásba, ahol egy részüket civil státuszuk ellenére jogtalanul hadifogolyként kezelték. Csak a Kijevi területen található Dimer kisvárosából 2022 februárjában és márciusában 44 férfit vittek el Oroszországba, az ő hollétükről családtagjaik még 15 hónappal később sem tudtak semmit.

## Kínzás
A kínzásnak alávetett civilek többsége az ukrán hadsereg leszerelt tagja, vagy egy katona családtagja volt, de ukránpárti polgárok, rendőrök és hivatalnokok is áldozatul estek. A kínzás általában hosszas vallatással párosult, amelynek során az áldozatot katonai titkok elárulására igyekeztek rávenni, vagy vallomást próbáltak kikényszeríteni. Egyes esetekben maga a büntetés volt a cél. A kínvallatások során az elfogott személy kezét és lábát jellemzően megkötözték, szemét bekötötték. Túlélők beszámolói alapján a foglyokat az elkövető katonák jellemzően „fasisztának”, „nácinak”, „terroristának” nevezték, a veréseket pedig „nácitalanítási összejöveteleknek”. A háború elején a kínzási módszerek elsősorban a puskatussal verés, nemi erőszak, áramütés és hidegben fogvatartás voltak, később azonban a hosszú időre orosz irányítás alá került területeken „sokszínűbbé” váltak. Az egyik ilyen új „módszer” a „hívás Leninhez”, más néven „hívás Putyinhoz” volt amelynek során egy Tapik típusú tábori telefont drótokkal az áldozat ujjaihoz, lábához és nemi szervéhez kapcsoltak, majd áramot vezettek belé. Egy másik kínzási forma az úgynevezett „papagáj pozíció” volt, ahol a fogvatartottat összekötözött kézzel lelógatták a plafonról. Másokat kábelekkel, vagy fejre húzott műanyag zacskóval, illetve gázmaszkkal fojtogattak, és a szexuális erőszak továbbra is jelen volt. Az ENSZ-nek nyilatkozó túlélők szemtanúi voltak számos fogolytársuk halálra kínzásának.
Az ENSZ megállapítása szerint nem elszigetelt esetekről van szó: a különböző régiókban használt azonos kínzási formák nagyfokú szervezettségre utalnak, ez kiegészülve a kínvallatás ilyen széleskörű elterjedésével a megszállt ukrán területeken kimerítheti az emberiesség elleni bűntett fogalmát.

### A Harkivi terület kínzókamrái
A Harkivi terület keleti fele a háború első napjaitól egészen 2022 szeptemberéig orosz megszállás alatt állt, miután pedig az ukrán hadsereg a harkivi ellentámadás során visszafoglalta a területet, az ukrán hatóságok kínzókamrák egész hálózatát tárták fel a területen. A legtöbb ezek közül két nagyobb városban, Balaklijában és Izjumban helyezkedett el, utóbbi településen a Human Rights Watch és az Associated Press nyomozása 10 kínzási helyszínt azonosított magánházak pincéiben, óvodában, iskolában, a rendőrőrsön és a kulturális központban.

## Szexuális erőszak
Az ENSZ nemi erőszak számos esetét dokumentálta orosz katonák részéről az ukrajnai invázió során, az áldozatok között férfiak, nők és gyerekek is voltak, a legfiatalabb érintett 4, a legidősebb pedig 82 éves volt. Az orosz hatóságok emberei ezeket az atrocitásokat Ukrajna 9 régiója és az Oroszországi Föderáció területén követték el. A szexuális erőszakot többnyire két fő szituációban hajtották végre az elkövetők, egyrészt házkutatások során, másrészt őrizetbe vett foglyok ellen.
A házkutatások során az áldozatok többsége olyan nő volt, aki éppen egyedül tartózkodott otthon az orosz katonák érkezésekor, de számos alkalommal jelen voltak családtagok is, ilyenkor őket is kényszerítették hogy végignézzék a szerettük megerőszakolását. A szemtanúk között voltak gyerekek is. A férfi családtagokat sokszor megkínozták, vagy megölték a helyszínen. Az ENSZ szerint az áldozatra rendszerint fegyvert fogtak, a szexuális erőszakot pedig extrém brutalitással hajtották végre, az aktust sokszor verés és fojtogatás kísérte. Gyakran megfenyegették a nőket, hogy ha ellenállnak, megölik a családjukat. Néhány vizsgált esetben több katona erőszakolt meg egy nőt, illetve több áldozatot több alkalommal is megerőszakoltak. Az egyik esetben az áldozat terhes volt és hiába könyörgött a katonáknak, hogy kíméljék meg; néhány nappal később elvetélt.
A másik fő szituáció, a fogvatartás során elkövetett nemi erőszak áldozatainak többsége férfi volt, többnyire hadifoglyok és jogtalanul fogságba vetett civilek. Az ő esetükben az információszerzés céljával végzett kínzás egyik aspektusa volt a szexuális erőszak, illetve a megaláztatás fontos eszköze. Ehhez kapcsolódott az áldozatok bántalmazása is a nemi szervükön keresztül, ilyen volt a pénisz áramütése vagy kötéllel húzása, illetve a kasztrálás.
A konkrét nemi erőszak esetein túl az orosz hatóságok gyakran alkalmazták a kényszerített meztelenség eszközét áldozataik ellen, elsősorban szűrő- és ellenőrző pontokon ahol az embereket sokszor órákon át meztelenül várakoztatták, megsértve a személyes méltóságukat. A kínzást is sokszor meztelen embereken végezték. Egy esetben az orosz katonák foglyul ejtettek egy papot, lemeztelenítették, megverték, majd egy órán keresztül arra kényszerítették, hogy ruhátlanul meneteljen végig a faluja utcáján a lakosság előtt.

## Polgári lakosság veszélyeztetése

### A Zaporizzsjai atomerőmű militarizálása

A Zaporizzsjai atomerőmű 2022 februárjában műholdfelvételen

Az ENSZ megállapítása szerint az orosz hadsereg veszélybe sodorta a civil népességet, amikor csapatai 2022. március 4-én az enerhodari csata részeként megtámadták a Zaporizzsjai atomerőmű épületkomplexumát, a helyzet nukleáris katasztrófával fenyegetett. Tűzharc tört ki erőmű területén és az egyik épület lángra kapott, egy nagy kaliberű lövedék belefúródott a 4-es számú reaktor falába és tüzérségi találat érte a 6-os számú reaktor egyik transzformátorát, de a létfontosságú működést biztosító szerkezeti elemeket nem érte kár. Oroszország elfoglalta az erőművet és a civil létesítményt pajzsként használva katonai felszereléseket tárolt ott és tüzérségi támadásokat indított a létesítmény területéről. Egy 2022. augusztus 29-én készült műholdfelvétel tanúsága szerint az orosz katonai járművek az épületek között parkoltak, kevesebb, mint 150 méterre a reaktorblokktól. Ezekkel a lépésekkel Oroszország megszegte a genfi egyezmény I. kiegészítő jegyzőkönyvének 56., a veszélyes erőket tartalmazó létesítmények védelméről  szóló cikkelyében előírtakat.

### Civilek élőpajzsként való használata
Az ENSZ megállapítása szerint az invázió során az orosz hadsereg több alkalommal is háborús bűncselekményt követett el, amikor katonáit és hadieszközeit szándékosan civil lakóterületeken helyezte el, nemegyszer kényszerítve a polgári lakosságot, hogy a katonai célokra használt objektumban maradjon. Erre egy példa volt, amikor a kijevi offenzíva utolsó szakaszában az orosz csapatok visszavonulásra kényszerültek, Obuhocsivi faluban a katonák fegyverrel házról házra járva összegyűjtötték a civil lakosokat, köztük idős asszonyokat és kisgyerekeket is, és a helyi iskola épületébe vezényelték őket, ahol a harcállásukat kialakították. Az épületben körülbelül 150 lakost tartottak fogva 24 órán át, pajzsként használva őket az ukrán támadások ellen.

## A megszállás törvényeinek megsértése

### Referendumok és annexió
Az ENSZ Független Nemzetközi Vizsgálóbizottsága megvizsgálta azoknak a 2022. szeptember 23. és 27. között lezajlott népszavazásoknak a  körülményeit és legalitását, amelyeket az oroszok a Luhanszki, a Donecki, a Zaporizzsjai és a Herszoni területeken rendeztek meg. Az ENSZ jelentése szerint a referendumok nem feleltek meg az ukrán alkotmány követelményeinek, így végrehajtásuk háborús bűncselekménynek számít: a nemzetközi jog szerint a megszálló erőknek tiszteletben kell tartaniuk a megszállt ország törvényeit. A jelentés törvénytelennek nevezi az ukrán területek annektálását is Oroszországba, ugyanis a nemzetközi jog alapelve szerint tilos a határok megváltoztatása erőszak, vagy fenyegetés révén. Az ENSZ megállapítása szerint a szavazás alapvetően a félelem és kényszer légkörében zajlott, a világszervezet forrásai szerint a szavazás napján az oroszok tisztviselői fegyveres kísérettel házról házra járva gyűjtötték a szavazatokat.

### Nyomás az orosz állampolgárság felvételére
Az ENSZ információi szerint az orosz hatóságok nyomást gyakoroltak a megszállt területen élő lakosságra, hogy orosz útlevélért és állampolgárságért folyamodjanak. A megszálló hatóságok tisztviselői több alkalommal utaltak rá, hogy csak az orosz papírokkal rendelkezők kaphatnak nyugdíjat, így sok idős kényszerült felvenni az új állampolgárságot. A közalkalmazottaknak és más, állami szolgáltatásokban dolgozóknak szintén kötelező volt felvenni az orosz állampolgárságot.

### Tisztviselők fogva tartása és iskolarendszer váltás
Tanúvallomások szerint számos helyi tisztviselőt foglyul ejtettek és elzárva tartottak az orosz hatóságok, hogy együttműködésre kényszerítsék őket. 2022 márciusában Melitopol ukrán polgármesterét letartóztatták és a város kultúrházában tartották fogva. Az ENSZ listája szerint a Herszoni területen 27 területi közigazgatási egység fejére szintén letartóztatás várt. A polgármesterek mellett iskolaigazgatókat és tanárokat is kirúgtak, megfélemlítettek, fizikailag bántalmaztak, így kényszerítve ki az orosz tanrendre való átállást. Szülők fenyegető leveleket kaptak, nyomást gyakorolva rájuk, hogy gyerekeiket a már orosz rendszer szerint működő iskolákba járassák.

## Gyermekek Oroszországba szállítása

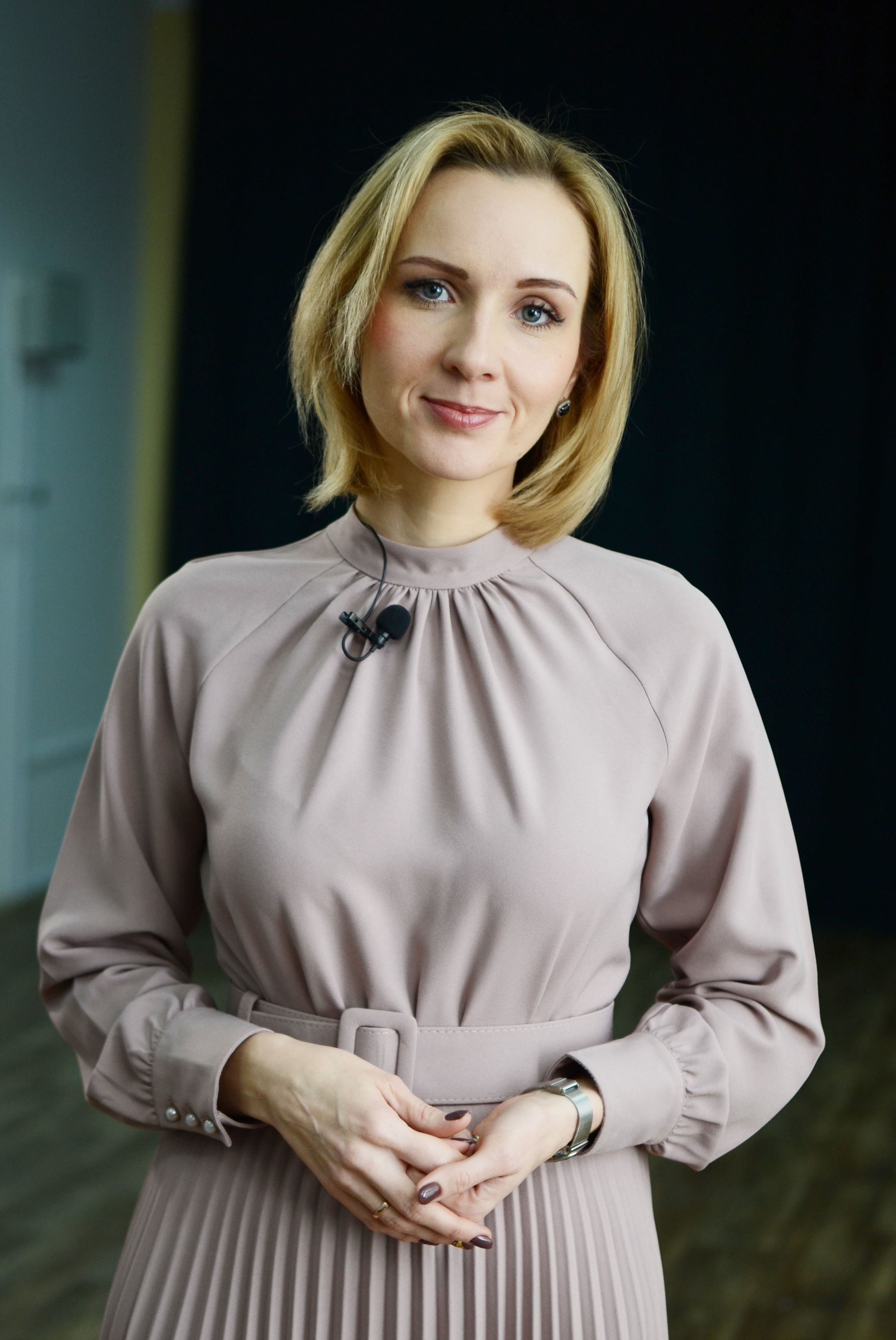
Marija Lvova-Belovát, a gyermekjogok orosz elnöki megbízottját az ukrán gyermekek deportálásáért körözi a Nemzetközi Büntetőbíróság

Ukrán és orosz hivatalnokok beszámolói szerint több 100 ezer gyermeket szállítottak a háború kezdete óta Ukrajna területéről az Oroszországi Föderációba. A pontos számra vonatkozó becslések széles körben változnak. Hivatalos nyilatkozatok és a médiában megjelent hírek alapján az orosz hatóságok az országba érkezett gyerekeknek orosz állampolgárságot adtak és nevelőszülőknél helyezték el őket, megteremtve a lehetőséget arra, hogy a kérdéses kiskorúak tartósan az országban maradjanak. 2022 májusában Vlagyimir Putyin egy rendeletet bocsátott ki, amelyben megkönnyítette külföldi gyerekek bizonyos csoportjainak honosítását. Egy 2022 júliusában készült interjúban a gyermekjogok elnöki megbízottja Oroszországban, Marija Lvova-Belova kijelentette, hogy „most, hogy a gyerekek orosz állampolgárrá váltak, az időszakos felügyeleti jog felettük állandóvá válhat.” Az ENSZ bizottsága 164 ilyen gyermekkel készített interjút, a 4-18 éves interjúalanyok a Donecki, a Herszoni és a Harkivi területről származtak. Az IICIU ennek alapján három fő szituációt azonosított, amelynek során kiskorúakat az orosz hatóságok elszállították Ukrajnából:
- A gyerek szülei meghaltak a háborúban, vagy ideiglenesen elvesztették vele a kapcsolatot
- A kiskorú szüleit/ nevelőit egy szűrőponton fogságba vetették az oroszok
- Gyermekotthon lakójaként átszállították Oroszországba

A nemzetközi humanitárius jog megszállt területeken tiltja a gyermekek elszállítását lakóhelyéről a hadviselő felek által, kivéve az ideiglenes evakuálást abban az esetben, ha az egészségügyi helyzetük, például kórházi kezelésük ezt megkívánja, ebben az esetben pedig a gondviselők írásbeli hozzájárulása szükséges hozzá. Alapesetben ha a kiskorú nincsen biztonságban településén, hazáján belül kell biztonságba helyezni. Az ENSZ megállapítása szerint az általuk megvizsgált helyzetek egyikében sem teljesültek a jogi kritériumok, nem lett volna lehetetlen megvalósítani a gyermekek távozását az ukrán kormány által ellenőrzött területre, és a kérdéses esetekben az orosz hatóságok meg sem próbálták felvenni a kapcsolatot a szülőkkel, illetve az ukrán hatóságokkal. Az evakuálásoknak ideiglenes jellegűeknek kéne lenniük, de a deportálások elhúzódtak, az orosz hatóságok pedig számos akadályt hoztak létre, hogy megakadályozzák a családegyesítéseket.
A fentebbi szituációtól élesen elkülönülve, egy másik módon is kerültek szüleiktől elszakadt gyerekek Oroszországba, illetve a Krímbe. Ukrajna számos hosszabb időre megszállt területén az orosz hatóságok felajánlották a szülőknek, hogy gyermekeiket nyári táborokba viszik üdültetni, egy részüket Oroszország, egy részüket pedig az Ukrajnán belül biztonságosabb, 2014 óta orosz fennhatóság alatt álló Krím-félszigetre. Miután azonban a herszoni és a harkivi ellentámadás során nagy területek kerültek vissza 2022 őszén ukrán ellenőrzés alá, az ott élő szülőknek az orosz hatóságok azt mondták, hogy csak akkor kaphatják vissza gyereküket a nyári táborokból, hogyha személyesen elmennek értük. Ez ugyanakkor a legtöbb anya számára komoly nehézségekbe ütközik, ugyanis az aktív harci zónán keresztül, illetve körbe, más európai országokon és Oroszországon keresztül utazni veszélyes, bonyolult, hosszú és drága és így sok gyerek hosszú, vagy bizonytalan időre elszakadt a szüleitől. Szülők, akik már visszahozták gyermeküket Oroszországból arról számoltak be az ENSZ-nek, hogy a gyereküknek az orosz hatóságok azt mondták, hogy intézetbe kerülnek Oroszországban, nevelőszülőkhöz adják, vagy örökbe fogadják majd őket. A beszámolók szerint a nyári táborokban a gyerekek gyenge minőségű ételeket kaptak, piszkos ruhákat viseltek, a nevelők kiabáltak velük és a speciális igényű gyerekeknek nem biztosították a megfelelő gondozást és gyógyszereket. Az ENSZ által meginterjúvolt érintett gyerekek mélységes félelmet fejeztek ki azzal kapcsolatban, hogy örökre elválasztják őket a szeretteiktől.
Az oroszok ezen gyakorlata az ENSZ jelentése szerint kimeríti a háborús bűncselekmény fogalmát, ugyanis az orosz hatóságok nem teljesítették a nemzetközi humanitárius jog által előírt kötelezettségüket a családegyesítések elősegítésének kapcsán. Az orosz állampolgárrá tételük és nevelőszülőkhöz adásuk révén megsértették az elszállított ukrajnai gyermekek jogát az identitásuk megőrzéséhez, ideértve nemzetiségüket, nevüket és családi hovatartozásukat.

## Hadifoglyok bántalmazása

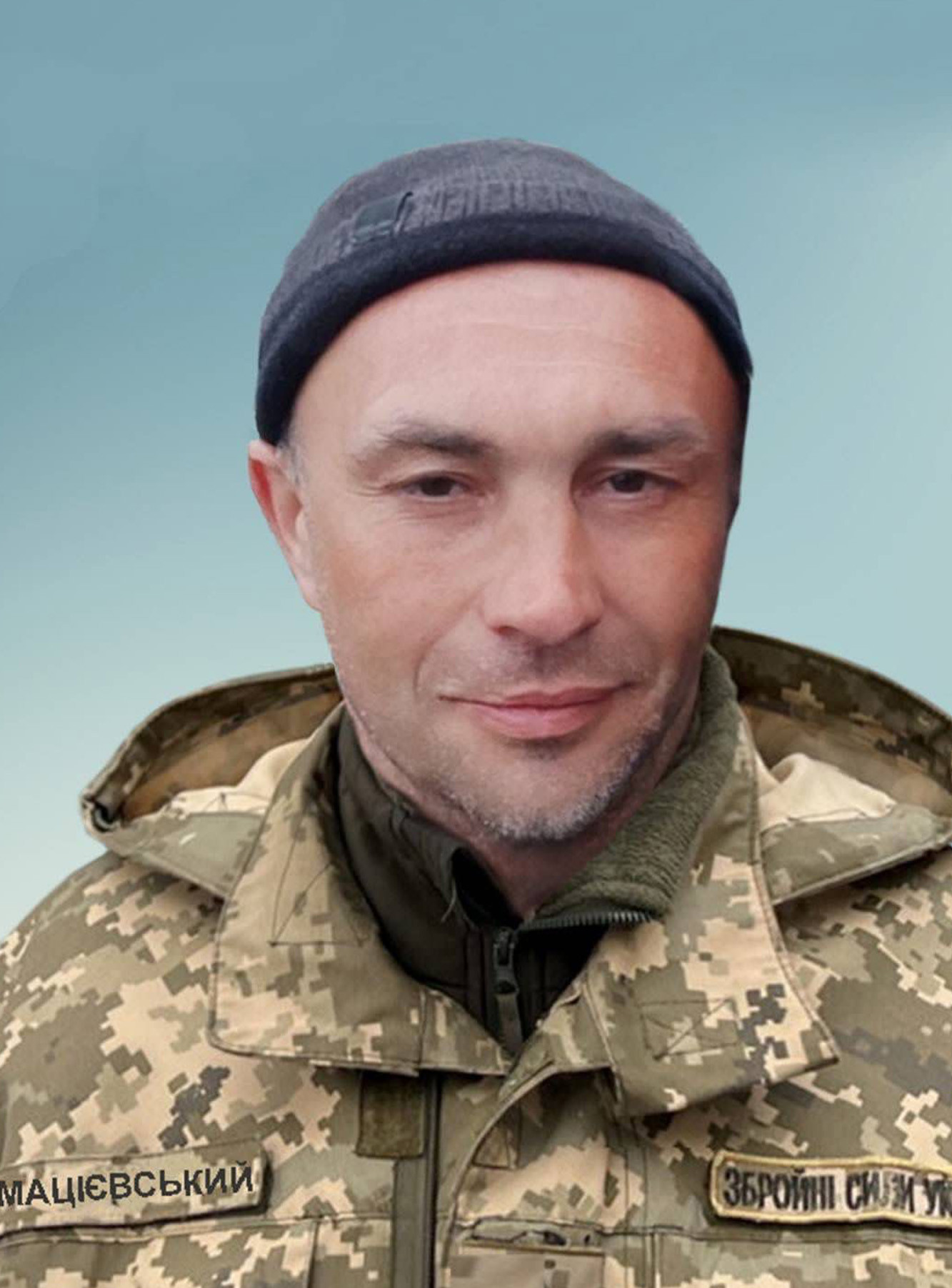
A hadifogságba esett Olekszandr Macievszkijt 2022.12.30-án végezték ki orosz katonák

A háborúban mindkét fél rendszeresen megsérti a hadifoglyokkal való bánásmódra vonatkozó nemzetközi egyezményeket. Matilda Bogner, az ENSZ emberi jogi megfigyelő missziójának vezetője mély aggodalmát fejezte ki azzal kapcsolatban, hogy a világszervezet már 15 harcképtelen, hadifogoly státuszú ukrán katona meggyilkolását dokumentálta, amelyből 11-et a Wagner-csoport tagjai hajtottak végre. Az ENSZ 203 orosz hadifogságból fogolycsere révén hazatért ukrán katonát interjúvolt meg, akiknek 92%-a rossz bánásmódról számolt be. (Ez az arány az ukrán hadifogságba került oroszoknál 49%.) A nemzetközi joggal szembemenve Oroszország nem tart fenn szabályos hadifogolytáborokat, amelynek területén a foglyok mozoghatnak, hanem cellákban, börtönépületekben tartják az elfogott ukrán katonákat. Ezekben az intézményekben a hazatért ukrán katonák beszámolói alapján rendszeresen előfordultak kínzás esetei azzal a céllal, hogy katonai titkok elárulására bírják a foglyot, vagy hogy megfélemlítsék, megalázzák az áldozatot. A kínzási módszerek közé tartozott a verés, áramütés, lábon lövés és az „eljátszott kivégzések”.

### Konkrét esetek
- Privillja városa mellett egy szanatórium épületében orosz katonák videóra vették, ahogy megkínoznak, egy késsel kasztrálnak egy elfogott ukrán katonát. Egy második videón az látszik, ahogy agyonlövik a foglyot.[116]
- Szerhij Pataki lefejezése: a kárpátaljai származású, fogságba esett katonát orosz fegyveresek hosszú perceken át fejeztek le egy késsel és az incidensről készült videót egy orosz neofasiszta szervezet posztolta az interneten. A Kreml a háborúban egyedülálló módon ígéretet tett, hogy kivizsgálják az esetet.[117]
- Egy felvételen az látszik, ahogy egy fogságba esett ukrán katona, Olekszandr Macievszkij fegyvertelenül, cigarettázva áll egy sekély gödörben, és azt mondja: Слава Україні! (Éljen Ukrajna!), erre válaszul a videózó orosz katona sorozatlövéssel kivégzi.[118]
- Egy videón a Wagner-csoport katonái két ukrán katona holttestét mutatják, amelyeknek levágták a fejét és a kezeit.[119]

## Vizsgálatok

### Ukrajna
Jurij Belouszov, az ukrán Főügyészség háborús bűncselekményekért felelős ügyosztályának 2023 augusztus 2-i nyilatkozata szerint 98 000 háborús bűncselekményt rögzítettek. 386 orosz katonát helyeztek vád alá, közülük 54-et ítéltek el, többségüket távollétükben, és csak 15-öt hadifogságba került orosz ment végig a szokványos bírósági folyamaton.

### Nemzetközi Büntetőbíróság
A Nemzetközi Büntetőbíróság 2023. 03. 17-én elfogatóparancsot adott ki Vlagyimir Vlagyimirovics Putyin orosz elnök és Marija Alekszejevna Lvova-Belova, a gyermekjogok orosz elnöki megbízottja ellen az Ukrajna megszállt területein élő gyermekek jogtalan deportálásáért.

## Fő források
- ↑ IICI: Az ENSZ Független Nemzetközi Vizsgálóbizottsága (IICI): Report of the Independent International Commission of Inquiry on Ukraine.  2023.